# Szpital (film dokumentalny)
Szpital – polski krótkometrażowy film dokumentalny z 1977 roku, w reżyserii Krzysztofa Kieślowskiego.